# Nerven
Nerven è un film tedesco del 1919, diretto da Robert Reinert.

## Trama
Prologo.
Vengono mostrate scene di soldati uccisi in guerra, e di assassini in azione
Atto I.
L’industriale Roloff, in un discorso per l’inaugurazione di una sua nuova fabbrica, esalta il potere che l’industrializzazione conferisce all’uomo sopra la natura. Il nuovo impianto improvvisamente esplode, rimanendone completamente distrutto.
Intanto Johannes, il “Maestro”, arringa la folla con le proprie idee egualitarie e pacifiste.
Seguono tumulti sanguinosi nelle strade cittadine.
Atto II.
È il giorno delle prestabilite nozze fra il conte Richard Colonna e Marja, la sorella di Roloff, che all’ultimo momento si rifiuta di sposarlo dicendo che è già stata posseduta, contro la propria volontà, dal maestro Johannes.
Johannes, dal canto suo, nella sua ferrea coscienza cristiana, si sente in colpevole solo per aver desiderato la moglie di Roloff, Elisabeth.
Mentre un notabile dalla parte di Roloff gli spiega come l’incidente alla nuova fabbrica possa venir utile per annientare gli avversari politici, Johannes viene arrestato per stupro.
Atto III.
Roloff è talmente suggestionato dal racconto della sorella che è convinto di aver visto con i propri occhi lo stupro,  pertanto rilascia una testimonianza giurata a tal senso durante il processo di Johannes, che viene condannato a 6 anni di reclusione. Rimane tuttavia colpito dal fatto che l’imputato non abbia proferito una sola parola a propria discolpa. Johannes in realtà ha accettato la condanna non perché le accuse fossero vere, ma solo per espiare ciò che, secondo la stretta morale evangelica, sarebbe stato un “peccato”.
Atto IV.
Marja chiarisce che Johannes ha posseduto la sua anima, non il suo corpo: il reato di stupro non sussiste, e Johannes, grazie anche all’intercessione dell’uomo politico amico di Roloff, viene scarcerato. Roloff tuttavia si tormenta per essere stato spergiuro, mentre comincia ad essere affetto da deliri allucinatori: vede sé stesso come l’assassino di Johannes, e la moglie Elisabeth vegliare presso la bara del “maestro”.
Atto V.
Le condizioni psichiche di Roloff peggiorano rapidamente, ed un noto neurologo lo considera senza speranza. Roloff, in preda ad allucinazioni sempre più lancinanti, chiede a Johannes di somministrargli un veleno, per mettere fine al proprio dolore. Assunto il veleno, Roloff muore. Johannes dice ad Elisabeth che Roloff sarebbe morto per un colpo apoplettico. Alla morte del marito, Elisabeth si ritrae dalla vita pubblica e si rinchiude in uno dei propri castelli.
Intanto Marja lascia la casa avita per dedicarsi alla lotta armata, che crede essere la realizzazione delle idee di Johannes, seguita da Richard, col quale si riconcilia e che sposa.
Atto VI. 
Johannes, con la sorella, fa visita ad Elisabeth, malata: nell’occasione, i rapporti si stringono al punto che i tre, tornati in città, si mettono a convivere, inaugurando un momento di serena esistenza. Ma la lettura dei diari di Roloff, convince Johannes del fatto che Roloff, a conoscenza dell’amore che il Maestro provava per Elisabeth, abbia voluto togliersi la peraltro tormentata vita per lasciare spazio alla felicità altrui. Decide di non far sapere ad Elisabeth questo fatto. Elisabeth, tuttavia, grazie anche ad una innocente indiscrezione della cieca, legge a sua volta i diari del defunto marito, ed accusa Johannes di omicidio. La separazione è inevitabile. Elisabeth, in cuor suo, vorrebbe riconquistare Johannes, che sta per lasciare il paese:  si consulta con Marja, che le consiglia di compiere un’azione grandiosa. Elisabeth, allora, con la coscienza obnubilata, dà fuoco alla casa. Viene tratta in salvo da Johannes, ma la sorella di lui muore nell’incendio.
Intanto Richard, colpito durante degli scontri di piazza, dice in punto di morte a Marja di non aver mai creduto all’ideale per cui lei combatteva.
Elisabeth, solo dopo essersi rifugiata in un convento comunica per iscritto a Johannes di essere responsabile dell’incendio nel quale la sorella cieca ha trovato la morte.
Marja commette suicidio, confessando a Johannes, presente al suo capezzale, di non avere mai smesso di amarlo.
Epilogo.
Johannes conduce Elisabeth fuori dal convento: proseguiranno la loro vita insieme lavorando la terra.